# The Last Hero
| Recensione   | Giudizio |
| ------------ | -------- |
| AllMusic     |          |
| Classic Rock |          |
| The Guardian |          |

The Last Hero è il quinto album in studio del gruppo musicale statunitense Alter Bridge, pubblicato il 7 ottobre 2016 dalla Caroline Records per i mercati canadesi e statunitensi e dalla Napalm Records nel resto del mondo.

## Descrizione
L'album è stato composto durante l'inverno del 2015, quando il cantante Myles Kennedy ed il chitarrista Mark Tremonti si trovavano in tour con i loro rispettivi progetti paralleli, Slash e Tremonti. Riferendosi alle sonorità dell'album, Tremonti lo ha definito simile a quello di Fortress e Blackbird. Il titolo si basa sul concetto di essere un eroe all'interno di una società. I testi inoltre affrontano tematiche strettamente più politiche che in passato.

## Promozione
In concomitanza con l'annuncio dell'album, gli Alter Bridge hanno pubblicato come primo singolo Show Me a Leader, traccia d'apertura del disco. Ad esso ha fatto seguito l'8 settembre il secondo singolo My Champion, mentre il 23 settembre la rivista on-line britannica Loudwire ha presentato in anteprima il brano Poison in Your Veins.
The Last Hero è stato commercializzato dalla Napalm Records nei formati CD e doppio LP, nelle cui edizioni speciali è stata inclusa la bonus track Last of Our Kind; negli Stati Uniti d'America è uscita anche un'edizione limitata per Best Buy contenente come bonus track il brano Breathe, registrato dagli Alter Bridge durante le lavorazioni all'album di debutto One Day Remains.
In seguito all'uscita dell'album, il gruppo ha intrapreso un primo tour che li ha visti in Europa a fine 2016 (con Volbeat, Like a Storm e Gojira in qualità di gruppi d'apertura) e tra gennaio e febbraio 2017 in Canada e Stati Uniti d'America. La data del 24 novembre tenuta all'O2 Arena di Londra è stata registrata e in seguito pubblicata nell'album dal vivo Live at the O2 Arena + Rarities.
Il 23 giugno 2017 il gruppo ha pubblicato un video per la sesta traccia Cradle to the Grave, composto da un montaggio di vari concerti del tour.
La seconda parte del tour si è tenuta nell'autunno del 2017 dapprima in Europa, che li ha visti esibirsi anche presso la Royal Albert Hall a Londra, e in seguito negli Stati Uniti d'America, supportati dagli All That Remains.

## Tracce
Testi e musiche di Alter Bridge.
1. Show Me a Leader – 5:05
2. The Writing on the Wall – 4:27
3. The Other Side – 5:54
4. My Champion – 4:40
5. Poison in Your Veins – 4:18
6. Cradle to the Grave – 5:40
7. Losing Patience – 4:09
8. This Side of Fate – 6:47
9. You Will Be Remembered – 4:42
10. Crows on a Wire – 4:26
11. Twilight – 4:14
12. Island of Fools – 5:00
13. The Last Hero – 6:42

Tracce bonus nelle edizioni limitata e Best Buy
1. Last of Our Kind – 5:34
2. Breathe – 4:16 – assente nell'edizione limitata

7" bonus nell'edizione deluxe
1. Show Me a Leader (Radio Edit) – 3:48

## Formazione
Gruppo
- Myles Kennedy – voce, chitarra
- Mark Tremonti – chitarra, voce
- Brian Marshall – basso
- Scott Phillips – batteria

Altri musicisti
- Michael "Elvis" Baskette – strumenti ad arco, tastiera, programmazione

Produzione
- Michael "Elvis" Baskette – produzione, missaggio
- Jef Moll – ingegneria del suono, montaggio digitale
- Kevin Thomas – assistenza tecnica
- Ted Jensen – mastering
- Stephanie Geny – assistenza mastering

## Classifiche
| Classifica (2016)          | Posizione massima |
| -------------------------- | ----------------- |
| Australia                  | 6                 |
| Austria                    | 6                 |
| Belgio (Fiandre)           | 19                |
| Belgio (Vallonia)          | 30                |
| Canada                     | 15                |
| Finlandia                  | 44                |
| Francia                    | 64                |
| Germania                   | 5                 |
| Giappone                   | 72                |
| Irlanda                    | 30                |
| Italia                     | 8                 |
| Paesi Bassi                | 10                |
| Regno Unito                | 3                 |
| Regno Unito (rock & metal) | 2                 |
| Spagna                     | 92                |
| Stati Uniti                | 8                 |
| Stati Uniti (hard rock)    | 1                 |
| Stati Uniti (rock)         | 2                 |
| Svezia                     | 33                |
| Svizzera                   | 5                 |
| Ungheria                   | 24                |